# Anna Granat-Janki
Anna Lidia Granat-Janki (ur. 1957) – polska teoretyczka muzyki i muzykolożka, profesor sztuk muzycznych.

## Życiorys
Studiowała teorię muzyki w Państwowej Wyższej Szkole Muzycznej we Wrocławiu w latach 1976–1981, studia ukończyła z tytułem magistra sztuki. 
Od października 1981 roku jest zatrudniona w Akademii Muzycznej im. Karola Lipińskiego we Wrocławiu, tamże od 2006 roku była kierownikiem Zakładu Historii Śląskiej Kultury Muzycznej, pełni funkcję kierownika Katedry Teorii Muzyki i Historii Śląskiej Kultury Muzycznej od 2010 roku. Prowadziła badania nad twórczością Aleksandra Tansmana w Paryżu w 1985 roku dzięki stypendium rządu francuskiego.
Uzyskała stopień doktora nauk humanistycznych w zakresie muzykologii w Instytucie Sztuki Polskiej Akademii Nauk w Warszawie w 1992 roku. Stopień doktora habilitowanego sztuki muzycznej w specjalności teoria muzyki uzyskała w 2006 roku w Akademii Muzycznej w Krakowie. Otrzymała tytuł profesora sztuk muzycznych w 2014 roku.
Jest członkinią: Związku Kompozytorów Polskich, Polskiego Towarzystwa Analizy Muzycznej, wrocławskiego Stowarzyszenia Artystycznego im. Ryszarda Bukowskiego, paryskiego towarzystwa Les Amis d’Alexandre Tansman, fińskiej Academy of Cultural Heritage, greckiego Athens Institute for Education and Research.

## Nagrody i odznaczenia
- Srebrny Krzyż Zasługi (2018)[5]
- Nagroda Ministra Kultury i Dziedzictwa Narodowego w 2023 roku[6].

## Dorobek naukowy
Jej badania są skupione na historii oraz teorii muzyki XX i XXI wieku, zwłaszcza na twórczości Aleksandra Tansmana, Marty Ptaszyńskiej, kompozytorów związanych z Wrocławiem, historii kultury muzycznej na terenie Wrocławia po II wojnie światowej, a także na analizie muzycznej ze szczególnym uwzględnieniem analizy semiotycznej.

### Publikacje książkowe
- Forma w twórczości instrumentalnej Aleksandra Tansmana (1995)[7]
- Twórczość kompozytorów wrocławskich w latach 1945-2000 (2003)[8][9]